# Big Boy (restaurant)
Pour les articles homonymes, voir Big Boy.
 (juillet 2017).
Big Boy est une chaîne de restauration rapide américaine basée à Warren dans le Michigan.Elle était très adorée dans les années 1990.